# Фторид никеля(II)
Фторид никеля(II) — неорганическое соединение, соль металла никеля и плавиковой кислоты с формулой NiF2, зеленовато-жёлтые кристаллы, хорошо растворяется в воде, образует кристаллогидрат.

## Получение
- Реакция никеля и фтора:

{\displaystyle {\mathsf {Ni+F_{2}\ {\xrightarrow {700^{o}C}}\ NiF_{2}}}}
- Реакция хлорида никеля(II) и фтора:

{\displaystyle {\mathsf {NiCl_{2}+F_{2}\ {\xrightarrow {150-400^{o}C}}\ NiF_{2}+Cl_{2}}}}

## Физические свойства
Фторид никеля(II) образует зеленовато-жёлтые кристаллы тетрагональной сингонии, пространственная группа P 4/mnm, параметры ячейки a = 0,471 нм, c = 0,3118 нм, Z = 2.
Образует кристаллогидраты состава NiF2•n H2O, где n = 2, 3, 4.
Из плавиковой кислоты выделен гидрат состава NiF2•5HF•6H2O.
Плохо растворим в воде, этаноле, диэтиловом эфире.

## Химические свойства
- Кристаллогидрат при нагревании теряет воду:

{\displaystyle {\mathsf {NiF_{2}\cdot 4H_{2}O\ {\xrightarrow {150-350^{o}C}}\ NiF_{2}+4H_{2}O}}}
- Реагирует с щелочами:

{\displaystyle {\mathsf {NiF_{2}+2NaOH\ {\xrightarrow {}}\ Ni(OH)_{2}\downarrow +2NaF}}}
- Иначе реакция идёт с растворами аммиака:

{\displaystyle {\mathsf {NiF_{2}+6(NH_{3}\cdot H_{2}O)\ {\xrightarrow {}}\ [Ni(NH_{3})_{6}]F_{2}+6H_{2}O}}}
- Восстанавливается водородом:

{\displaystyle {\mathsf {NiF_{2}+H_{2}\ {\xrightarrow {600^{o}C}}\ Ni+2HF}}}
- С фторидами щелочных металлов образует комплексные соли:

{\displaystyle {\mathsf {NiF_{2}+NaF\ {\xrightarrow {}}\ (NaNi)F_{3}\downarrow }}}
- С фторидами щелочных металлов и фтором образует соли гексафтороникеляты:

{\displaystyle {\mathsf {2NiF_{2}+6NaF+F_{2}\ {\xrightarrow {600^{o}C}}\ 2Na_{3}[NiF_{6}]}}}